# ДР Конго на летних Олимпийских играх 2012
Демократическая Республика Конго принимала участие в летних Олимпийских играх 2012 года, которые проходили в Лондоне (Великобритания) с 27 июля по 12 августа, где её представляли 4 спортсмена в трёх видах спорта. На церемонии открытия Олимпийских игр флаг Демократической Республики Конго нёс Марафонец Илунга Затара, а на церемонии закрытия — дзюдоистка Седрик Мандембо.
На летних Олимпийских играх 2012 Демократическая Республика Конго вновь не сумела завоевать свою первую олимпийскую медаль. Уже после Церемонии закрытия пропали без вести четыре члена делегации ДР Конго: дзюдоист Седрик Мандембо и его тренер Ибула Масенго, тренер по боксу Блез Беква и тренер по лёгкой атлетике Гай Никта.

## Состав и результаты

### Бокс
Мужчины
| Соревнование | Спортсмены   | 1/8 финала           | Четвертьфинал        | Полуфинал            | Финал                | Место |
| Соревнование | Спортсмены   | Соперник Результат   | Соперник Результат   | Соперник Результат   | Соперник Результат   | Место |
| ------------ | ------------ | -------------------- | -------------------- | -------------------- | -------------------- | ----- |
| до 91 кг     | Меджи Мвамба | AZEМ. Меджидов П RSC | Завершил выступление | Завершил выступление | Завершил выступление | 9     |

### Дзюдо
Мужчины
| Соревнование | Спортсмены      | 1/16 финала                | 1/8 финала           | Четвертьфинал        | Полуфинал            | Финал                | Место |
| Соревнование | Спортсмены      | Соперник Результат         | Соперник Результат   | Соперник Результат   | Соперник Результат   | Соперник Результат   | Место |
| ------------ | --------------- | -------------------------- | -------------------- | -------------------- | -------------------- | -------------------- | ----- |
| свыше 100 кг | Седрик Мандембо | RUSА. Михайлин П 0000:0100 | Завершил выступление | Завершил выступление | Завершил выступление | Завершил выступление | 17    |

### Лёгкая атлетика
Мужчины
Шоссейные виды
| Соревнование | Спортсмены    | Результат | Место |
| ------------ | ------------- | --------- | ----- |
| Марафон      | Илунга Затара | DNF       | DNF   |

Женщины
Беговые виды
| Соревнование | Спортсмены     | Отборочный раунд | Отборочный раунд | Отборочный раунд | Полуфинал             | Полуфинал             | Полуфинал             | Финал                 | Финал                 |
| Соревнование | Спортсмены     | Забег            | Результат        | Место            | Забег                 | Результат             | Место                 | Результат             | Место                 |
| ------------ | -------------- | ---------------- | ---------------- | ---------------- | --------------------- | --------------------- | --------------------- | --------------------- | --------------------- |
| 1500 метров  | Чансел Санкуру | 2                | 5:05,25          | 14               | Завершила выступление | Завершила выступление | Завершила выступление | Завершила выступление | Завершила выступление |